# 卡納亞鮋
卡納亞鮋，為輻鰭魚綱鮋形目鮋亞目鮋科的其中一種，為亞熱帶海水魚，分布於東大西洋加納利群島及馬德拉群島海域，體長可達14公分，棲息在底層水域，生活習性不明。